# Nina Michailowna Subbotina
Nina Michailowna Subbotina (russisch Нина Михайловна Субботина; * 13. Oktoberjul. / 25. Oktober 1877greg. auf dem Familienlandgut Sobolki im heutigen Westbezirk Moskaus; † 2. November 1961 in Leningrad) war eine russische bzw. sowjetische Astronomin.

## Leben
Subbotina, Tochter des Ingenieurs Michail Glebowisch Subbotin, konnte ab dem Alter von 8 Jahren infolge einer Scharlach-Poliomyelitis-Erkrankung nicht mehr hören, sprechen und sich selbständig bewegen. Sie erhielt Hausunterricht, und ihr Vater weckte ihr Interesse für die Astronomie. Das Pulkowo-Observatorium bei St. Petersburg besuchte sie erstmals 1895. Sie erwarb 1899 einen Vierzoll-Reinfelder&Hertel-Refraktor und Geräte, um sich in Sobolki ein privates Observatorium einzurichten. Bereits im Mai 1899 war sie zum Vollmitglied der Russischen Astronomischen Gesellschaft gewählt worden.
Ab etwa 1902 arbeitete Subbotina im Observatorium des von Dmitri Mendelejew geleiteten Hauptamtes für Maße und Gewichte in St. Petersburg. Daneben studierte sie in den Höheren Bestuschew-Kursen für Frauen mit Abschluss 1909. Da Frauen das Universitätsstudium verwehrt war, bildete sie sich selbst weiter, machte astronomische Beobachtungen im Pulkowo-Observatorium, schrieb Artikel für Zeitschriften und nahm an Sitzungen der Astronomischen Gesellschaft, der Physikalisch-Chemischen Gesellschaft und der Geographischen Gesellschaft teil. Sie veröffentlichte 1910 als Monografie die Geschichte des Halleyschen Kometen mit einer Karte, Zeichnungen und einer fotografischen Aufnahme. Für dieses Werk erhielt sie 1913 den nach Kaiser Nikolaus II. benannten Preis der Astronomischen Gesellschaft.
Nach der Oktoberrevolution wurde das Familienlandgut Sobolki im Dezember 1917 beschlagnahmt. Der Refraktor ohne Stativ und Geräte konnten gerettet werden, aber Subbotinas Observatorium war verloren. Sie erhielt eine Anstellung in Sormowo bei Nischni Nowgorod, wo ein Observatorium aufgebaut werden sollte, aber ihre Bemühungen zum Erhalt ihres Observatoriums in Sobolki waren vergeblich. Erst ab 1934 konnte sie wieder wissenschaftlich tätig werden. Ihre Arbeit über die Form der Sonnenkorona im Altertum nach Beschreibungen und Zeichnungen einiger altägyptischer und assyrisch-babylonischer Sonnenfinsternisse erschien 1943.